# Мак (Мазовецьке воєводство)
Мак (пол. Mak) — село в Польщі, у гміні Бежунь Журомінського повіту Мазовецького воєводства.
Населення — 141 особа (2011).
У 1975—1998 роках село належало до Цехановського воєводства.

## Демографія
Демографічна структура станом на 31 березня 2011 року:
|          | Загалом | Допрацездатний вік | Працездатний вік | Постпрацездатний вік |
| -------- | ------- | ------------------ | ---------------- | -------------------- |
| Чоловіки | 71      | 17                 | 46               | 8                    |
| Жінки    | 70      | 22                 | 36               | 12                   |
| Разом    | 141     | 39                 | 82               | 20                   |